# Зоракерт
Зоракерт (на арменски: Զորակերտ) е село и община в Армения, област Ширак. Според Националната статистическа служба на Армения през 2012 г. има 190 жители.

## Демография
Броят на населението в годините 1886–2004 е както следва: